# U.S. International Figure Skating Classic de 2015
O U.S. International Figure Skating Classic de 2015 foi a quarta edição do U.S. International Figure Skating Classic, um evento anual de patinação artística no gelo, e que fez parte do Challenger Series de 2015–16. A competição foi disputada entre os dias 16 de setembro e 20 de setembro, na cidade de Salt Lake City, Utah, Estados Unidos.

## Eventos
- Individual masculino
- Individual feminino
- Duplas
- Dança no gelo

## Medalhistas
| Evento                        | Ouro                                               | Prata                                                    | Bronze                                                 |
| Individual masculino detalhes | Daniel Samohin · Israel                            | Keiji Tanaka · Japão                                     | Ross Miner · Estados Unidos                            |
| Individual feminino detalhes  | Satoko Miyahara · Japão                            | Elizabet Tursynbayeva · Cazaquistão                      | Angela Wang · Estados Unidos                           |
| Duplas detalhes               | Tarah Kayne · Daniel O'Shea · Estados Unidos       | Marissa Castelli · Mervin Tran · Estados Unidos          | Kirsten Moore-Towers · Michael Marinaro · Canadá       |
| Dança no gelo detalhes        | Madison Hubbell · Zachary Donohue · Estados Unidos | Laurence Fournier Beaudry · Nikolaj Sørensen · Dinamarca | Élisabeth Paradis · François-Xavier Ouellette · Canadá |

## Resultados

### Individual masculino
| Pos.              | Nome                      | Nacionalidade  | Pontos | PC         | PL         |
| ----------------- | ------------------------- | -------------- | ------ | ---------- | ---------- |
| Medalha de ouro   | Daniel Samohin            | Israel         | 223.67 | 71.52 (3)  | 152.15 (2) |
| Medalha de prata  | Keiji Tanaka              | Japão          | 212.34 | 66.54 (5)  | 145.80 (3) |
| Medalha de bronze | Ross Miner                | Estados Unidos | 209.93 | 74.66 (1)  | 135.27 (5) |
| 4                 | Timothy Dolensky          | Estados Unidos | 209.04 | 69.18 (4)  | 139.86 (4) |
| 5                 | Shoma Uno                 | Japão          | 207.41 | 52.45 (9)  | 154.96 (1) |
| 6                 | Richard Dornbush          | Estados Unidos | 191.02 | 65.33 (6)  | 125.69 (6) |
| 7                 | Alexei Bychenko           | Israel         | 183.09 | 72.60 (2)  | 110.49 (7) |
| 8                 | Christophe Belley-Lemelin | Canadá         | 164.21 | 58.12 (8)  | 106.09 (8) |
| 9                 | Andrew Dodds              | Austrália      | 159.77 | 59.59 (7)  | 100.18 (9) |
| 10                | Bela Papp                 | Finlândia      | 147.60 | 50.04 (10) | 97.56 (10) |
| 11                | Lukas Kaugars             | Letônia        | 135.61 | 49.62 (11) | 85.99 (12) |
| 12                | Leslie Ip                 | Hong Kong      | 135.34 | 42.37 (13) | 92.97 (11) |
| 13                | Carlo Vittorio Palermo    | Itália         | 125.42 | 47.05 (12) | 78.37 (13) |
| 14                | Javier Raya               | Espanha        | 116.11 | 40.34 (14) | 75.77 (14) |
| 15                | Jordan Dodds              | Austrália      | 113.79 | 38.39 (15) | 75.40 (15) |
| WD                | Yaroslav Paniot           | Ucrânia        | —      | 37.45 (16) | — (WD)     |

### Individual feminino
| Pos.              | Nome                  | Nacionalidade  | Pontos | PC         | PL         |
| ----------------- | --------------------- | -------------- | ------ | ---------- | ---------- |
| Medalha de ouro   | Satoko Miyahara       | Japão          | 183.64 | 63.48 (1)  | 120.16 (1) |
| Medalha de prata  | Elizabet Tursynbaeva  | Cazaquistão    | 177.91 | 59.66 (4)  | 118.25 (2) |
| Medalha de bronze | Angela Wang           | Estados Unidos | 166.80 | 61.31 (2)  | 105.49 (4) |
| 4                 | Karen Chen            | Estados Unidos | 159.18 | 60.94 (3)  | 98.24 (5)  |
| 5                 | Selena Zhao           | Canadá         | 157.03 | 50.77 (9)  | 106.26 (3) |
| 6                 | Mariah Bell           | Estados Unidos | 149.47 | 55.03 (6)  | 94.44 (6)  |
| 7                 | Kanako Murakami       | Japão          | 147.60 | 55.58 (5)  | 92.02 (8)  |
| 8                 | Amy Lin               | Taipé Chinesa  | 144.62 | 52.51 (7)  | 92.11 (7)  |
| 9                 | Veronik Mallet        | Canadá         | 141.94 | 51.77 (8)  | 90.17 (10) |
| 10                | Brooklee Han          | Austrália      | 140.54 | 50.25 (10) | 90.29 (9)  |
| 11                | Maisy Hiu Ching Ma    | Hong Kong      | 120.90 | 45.21 (11) | 75.69 (12) |
| 12                | Katarina Kulgeyko     | Israel         | 118.29 | 40.47 (14) | 77.82 (11) |
| 13                | Aimee Buchanan        | Israel         | 116.06 | 42.89 (13) | 73.17 (14) |
| 14                | Isadora Williams      | Brasil         | 114.13 | 39.02 (15) | 75.11 (13) |
| 15                | Yasmine Kimiko Yamada | Suíça          | 110.83 | 38.51 (16) | 72.32 (15) |
| 16                | Frances Clare Untalan | Filipinas      | 106.28 | 44.14 (12) | 62.14 (16) |
| 17                | Johanna Allik         | Estônia        | 93.11  | 34.27 (17) | 58.84 (17) |
| 18                | Tiffany Chitring Yim  | Hong Kong      | 64.53  | 20.53 (19) | 44.00 (18) |
| WD                | Netta Schreiber       | Israel         | —      | 26.78 (18) | — (WD)     |
| WD                | Sonia Lafuente        | Espanha        | —      | — (WD)     |            |

### Duplas
| Pos.              | Nome                                    | Nacionalidade  | Pontos | PC        | PL         |
| ----------------- | --------------------------------------- | -------------- | ------ | --------- | ---------- |
| Medalha de ouro   | Tarah Kayne / Daniel O Shea             | Estados Unidos | 170.30 | 54.30 (3) | 116.00 (1) |
| Medalha de prata  | Marissa Castelli / Mervin Tran          | Estados Unidos | 169.46 | 60.24 (1) | 109.22 (2) |
| Medalha de bronze | Kirsten Moore-Towers / Michael Marinaro | Canadá         | 160.08 | 57.22 (2) | 102.86 (3) |
| 4                 | Vanessa Grenier / Maxime Deschamps      | Canadá         | 148.52 | 46.64 (5) | 101.88 (4) |
| 5                 | Gretchen Donlan / Nathan Bartholomay    | Estados Unidos | 144.86 | 52.40 (4) | 92.46 (5)  |
| 6                 | Adel Tankova / Evgeni Krasnopolski      | Israel         | 101.74 | 36.44 (6) | 65.30 (6)  |
| 7                 | Paris Stephens / Matthew Dodds          | Austrália      | 80.44  | 24.60 (7) | 55.84 (7)  |

### Dança no gelo
| Pos.              | Nome                                          | Nacionalidade  | Pontos | DC        | DL        |
| ----------------- | --------------------------------------------- | -------------- | ------ | --------- | --------- |
| Medalha de ouro   | Madison Hubbell / Zachary Donohue             | Estados Unidos | 153.62 | 61.08 (1) | 92.54 (1) |
| Medalha de prata  | Laurence Fournier Beaudry / Nikolaj Sorensen  | Dinamarca      | 141.08 | 51.58 (3) | 89.50 (2) |
| Medalha de bronze | Elisabeth Paradis / Francois-Xavier Ouellette | Canadá         | 136.90 | 51.58 (2) | 85.32 (3) |
| 4                 | Alexandra Nazarova / Maxim Nikitin            | Ucrânia        | 122.18 | 48.40 (5) | 73.78 (4) |
| 5                 | Danielle Thomas / Daniel Eaton                | Estados Unidos | 120.62 | 51.22 (4) | 69.40 (5) |
| 6                 | Brianna Delmaestro / Timothy Lum              | Canadá         | 111.46 | 45.46 (6) | 66.00 (6) |
| 7                 | Kimberly Berkovich / Ronald Zilberberg        | Israel         | 99.18  | 39.46 (8) | 59.72 (7) |
| 8                 | Taylor Tran / Saulius Ambrulevicius           | Lituânia       | 93.54  | 39.52 (7) | 54.02 (8) |
| 9                 | Emily Pike / Patrick Adderley                 | Austrália      | 78.02  | 29.28 (9) | 48.74 (9) |

## Quadro de medalhas
| Ordem | País           | Medalha de ouro | Medalha de prata | Medalha de bronze |    | Ordem por total |
| ----- | -------------- | --------------- | ---------------- | ----------------- | -- | --------------- |
| 1     | Estados Unidos | 2               | 1                | 2                 | 5  | 1               |
| 2     | Japão          | 1               | 1                |                   | 2  | 2               |
| 3     | Israel         | 1               |                  |                   | 1  | 4               |
| 4     | Cazaquistão    |                 | 1                |                   | 1  | 4               |
| 4     | Dinamarca      |                 | 1                |                   | 1  | 4               |
| 6     | Canadá         |                 |                  | 2                 | 2  | 2               |
| TOTAL | TOTAL          | 4               | 4                | 4                 | 12 | —               |